# 广西壮族自治区司法厅
广西壮族自治区司法厅是广西壮族自治区人民政府的组成部门、主管广西壮族自治区司法行政工作的省级司法行政机关。